# 데이비드 패터슨
데이비드 알렉산더 패터슨(David Alexander Paterson, 1954년 5월 20일~)은 55대 뉴욕 주지사(2008년~10년)를 지낸 미국의 민주당 정치인이다. 그는 법적으로 첫 맹인이자, 첫 흑인 뉴욕 주지사였다.
주지사로서 자신의 짧은 재직 기간 동안 패터슨은 디벌 패트릭이 매사추세츠 주지사이면서 2명의 흑인 주지사들 중의 하나였다. 그 일은 2명의 흑인 주지사가 동시에 지낸 미국 역사상 처음이었다.
법학대학원을 졸업한 후, 패터슨은 뉴욕 퀸스의 지방 검사와 맨해튼 구역 총재 데이비드 딘킨스의 측근으로 일하였다. 1985년 그는 전 뉴욕주의 주무장관이자 부친 베이즐 패터슨에 의하여 한번 보유된 의석으로 뉴욕주의 상원으로 선출되었다. 2003년 그는 소수 상원의 지도자의 직위로 올라갔다. 패터슨은 2006년 뉴욕 주지사 선거에서 뉴욕주의 검찰 총장이자 민주당 후보 엘리엇 스피처의 러닝메이트로 선발되었다. 그들은 2006년 11월 투표의 69 퍼센트와 함께 선출되었고, 패터슨은 2007년 1월 1일 부지사로서 직위를 차지하였다.
스피처가 매춘 스캔틀의 일어남에 사임한 후, 패터슨은 2008년 3월 17일 뉴욕 주지사로서 선서하였다.

## 어린 시절
뉴욕 브루클린에서 후에 뉴욕주 상원, 주무장관과 뉴욕의 부시장을 지낸 베이즐과 포티아 패터슨에게 태어났다. "뉴욕 나우"의 인터뷰에 의하면 패터슨은 미국 남부, 주로 노스캐롤라이나주와 사우스캐롤라이나주에서 식민지 시기의 아프리카계 미국인에게 가족의 모친 쪽에 자신의 뿌리를 거슬러 올라간다. 그의 부친은 절반의 자메이카인이다. 그의 친조모는 흑인 민족주의의 지도자 마커스 가비의 서기였다. 3개월 때 패터슨은 자신의 왼쪽눈에 아무것도 보이지 않고, 오른쪽눈에 심하게 전망을 제한되게 놔둔 그의 시신경이 퍼진 눈의 감염증에 걸렸다.
뉴욕의 공공 학교들이 특수 교육 클래스에 그를 놓지 않고 그에게 교육을 보증하지 않으려고 한 이래 그의 가족은 롱아일랜드의 헴스테드 외곽에 집을 매입하여 그는 거기서 주류 클래스들에 참석할 수 있었다. 헴스테드의 공공 학교에서 첫 장애 학생인 패터슨은 1971년 헴스테드 고등학교를 졸업하였다.
1977년 패터슨은 컬럼비아 대학교으로부터 역사학에서 문학사를 취득하였고, 1983년 호프스트라 법학대학원에서 법무박사 학위를 받았다. 법학대학원 졸업 훙, 그는 퀸스 지방 검사의 사무실을 위하여 일을 하러 갔으나 뉴욕주 사법시험을 완료할 수 없어 법률에서 검사가 되지 않았다. 그는 자신의 뉴욕주 사법시험의 실패를 자신의 시각 감소를 위한 부적당한 원근 조절에 귀착시켜 그 이래 사법시험의 처리들에서 교환들을 위하여 주창하였다.

## 정치 경력

### 뉴욕주 상원 (1985년 ~ 2007년)
1985년 패터슨은 맨해튼 구역 총재를 위한 민주당 후보 지명을 이기는 데 당시 뉴욕의 서기 데이비드 딘킨스의 선거 운동에 가입하려고 보조 지방검사로서 자신의 직위를 사임하였다. 그해 여름 8월 6일 리언 보그스 상원이 사망하였고, 패터슨은 의석을 위하여 민주당 후보 지명을 추구하면서 획득하였다. 9월 중순에 첫 비밀 투표에 648명의 민주당 의원들의 모임은 패터슨에게 투표의 58 퍼센트를 주었다. 그해 10월 패터슨은 뜨겁게 벌여진 특별 주립 상원 선거를 이겼다. 동시에 제29 상원 구역은 할렘, 맨해튼 밸리와 패터슨의 부친이 대표한 같은 구역 어퍼웨스트사이드의 맨해튼 이웃들을 걸쳤다. 자신의 선거에 패터슨은 올버니에서 최연소 상원이 되었다. 그는 뉴욕주 상원에서 제29 구역을 대표하는 완전한 기간을 위하여 1986년 의석을 다시 이기고, 2007년 1월 1일 부지사의 직위를 취할 때까지 상원을 지냈다.
패터슨은 2002년 11월 20일 소수 지도자로서 상원의 민주당 간부 회의에 의하여 선출되어 첫 비백인 입법 지도자이자 뉴욕주 역사상 최고 계급으로 선출된 아프리카계 미국인이 되어 현직 소수 지도자 마틴 코너의 의석을 빼앗았다.
2006년 패터슨은 경찰에 의한 치명적인 수단의 이용을 제한시키는 데 논쟁의 법안을 후원하였으나 후에 그 직위를 바꾸었다. 그는 또한 뉴욕주의 지방 선거에서 투표하는 비시민을 후원하기도 하였다. 뉴욕포스트에 의하면 그는 거대하게 자유주의 기록을 메모하였다. 상원에서 패터슨의 재직 기간을 묘사하는 뉴욕 타임스는 그의 개혁 제안들의 혼란들과 공평 무사의 드문 격발을 인용하였다.

### 뉴욕주 부지사(2007년~08년)
패터슨은 2006년 주지사 선거를 위하여 뉴욕주 지방 검사 엘리엇 스피처에 의하여 그의 러닝메이트로 선발되었다. 민주당의 소수가 가능하게 주의 입법을 차지하는 데 균형을 잡히게 하면서 뉴스는 뉴욕주의 정치적 세상을 우둔하게 하였다. 패터슨은 크게 의식적 부지사 직위를 위하여 가능한 세력있는 상원의 다수 지도자 지위를 교환하려고 하였다. 그들의 2006년 선거 운동이 있는 동안 패터슨은 측근들 사이에 내쫓는 투쟁들에 스피처와 함께 논쟁을 결의하였다. 스피처-패터슨 공천 후보는 투표의 69 퍼센트와 함께 선거에서 압도적 대승리를 거두었다. 그 일은 뉴욕주 역사상 주지사 경주에서 승리의 가장 큰 차이였고, 주의 역사상 아무 주 전체의 경주를 위하여 2번째로 가장 컸다.
그해 12월 히순 부지사로서 선서하기 짧은 전에 패터슨은 만약 자신이 언젠가 주지사로서 스피처의 뒤를 이은다면 그와 넬슨 록펠러가 공동에서 주지사직의 위에 놓일 거대한 문맹이라고 말하였다. 록펠러는 패터슨이 자신의 문맹에 비교한 독서 장애자였다. 부지사로서 자신의 시간 동안 패터슨은 또한 컬럼비아 대학교의 국제와 공동 정세들을 위한 대학원에서 부속 교수를 지내기도 하였다.

#### 논쟁들

##### 간세포 연구
패터슨은 태아의 간세포 연구의 제안자이다. 그는 간세포 연구에 최소한 1조 달러를 마련할 채권 논쟁을 찬성하는 데 스피처의 성공적인 2007년 입법적 성과를 이끌었다. 스피처와 패터슨은 이런 연구를 위하여 미국의 연방 정부가 기금을 정지하면서 자극되어 온 순서에서 캘리포니아주의 3조 달러 성과에 이어 그 경제적 개발의 이익들을 위하여 부분적으로 법안을 예상하였다. 뉴욕주 입법부는 연구에 기금을 반대하였고, 그 일은 논쟁적으로 남아있다.

##### 투표권
2007년 9월 패터슨은 투표권을 비시민들에게 확장시키는 데 뉴욕 시의회 앞에서 제안에 심사숙고하였다. 그는 서인도 제도계 미국인의 날 카니벌 행렬에 모인 관중들에게 비시민들이 투표권을 승인하여야 한다는 것을 자신이 믿었다고 말하였다. 그는 자신이 새로운 법률보다 정책에서 변화를 위하여 청구한 것을 강조하여 1776년과 1920년 사이에 22개의 주들과 영토들이 실행하였어도 지금은 아무도 그렇지 않다고 인용하였다. 스피처 주지사는 자신이 패터슨의 입장과 동의하지 않은 성명서를 발포하여 페터슨이 문제에 연설할 것에 자신이 알지 못하였다는 것을 주장하였다. 패터슨은 15년 일찍이 주의 상원으로서 비시민들에게 투표권을 승인하는 입법을 소개하는 데 노력하였다.

##### 성향의 진술에 소송
2008년 2월 미국의 지방 판사는 패터슨을 임명한 인종 차별 소송을 해산하는 데 운동을 부인하였다. 백인 남자이자 전 측근의 사진가는 패터슨의 직위가 자신을 흑인 사진가와 대체하였을 때 자신이 인종 차별의 희생자였다고 주장하였다. 뉴욕포스트에 의하면 패터슨의 측근이 "주장을 부인하였고 ... 자신의 관직 박탈에서 패터슨은 결정이 단순한 정치였다고 대항하였다 ... 사진가는 2003년 패터슨에 의하여 축출된 전 소수 지도자 마틴 코너로부터 유임자였다."고 말하였다.

## 55대 뉴욕주지사(2008년~10년)

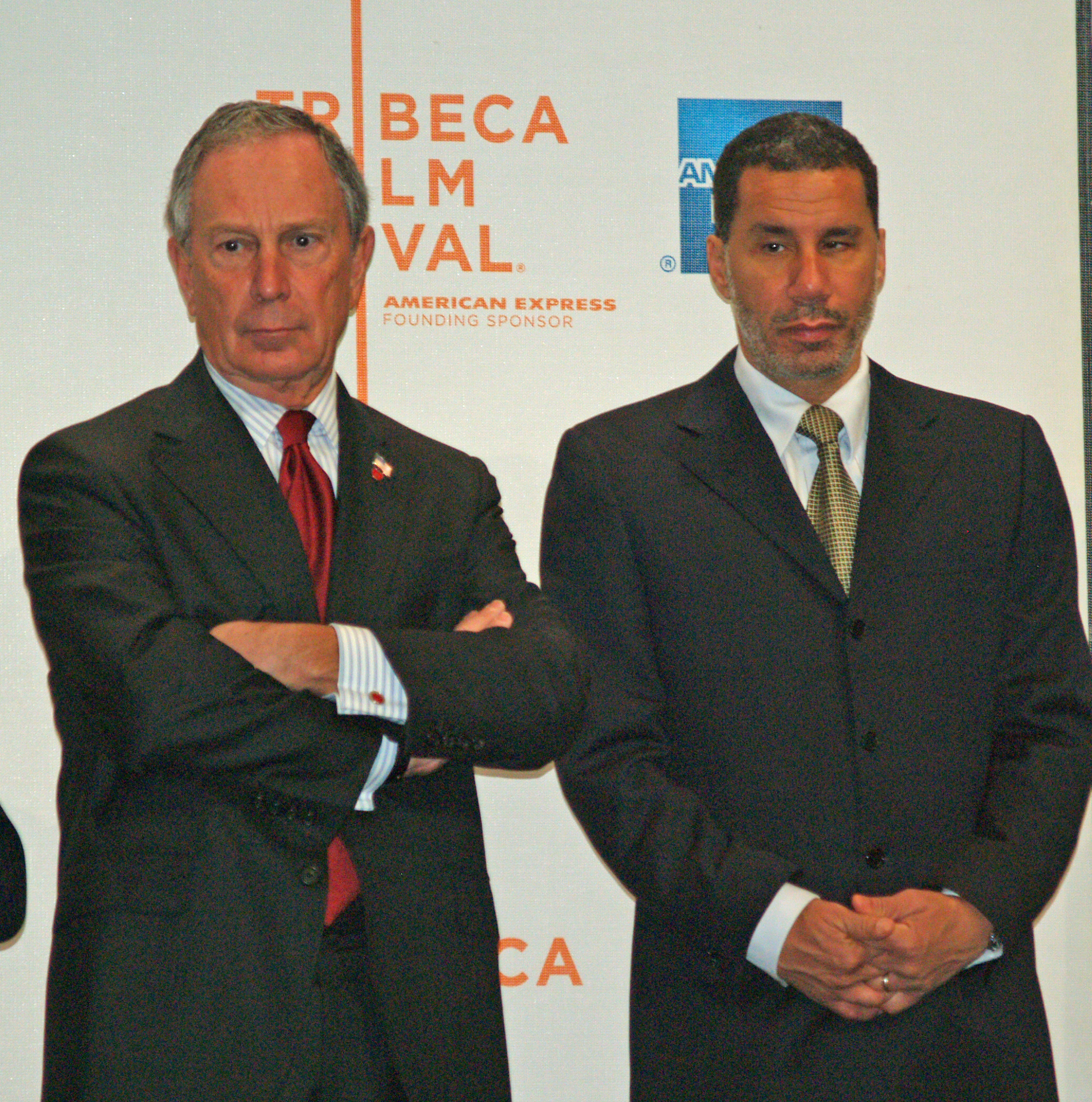
마이클 블룸버그 뉴욕 시장과 함께 (2008년)

엘리엇 스피처 전 주지사의 사임에 이어 패터슨은 2008년 3월 17일 뉴욕주 대법관 주디스 케이에 의하여 뉴욕주 의사당에서 55대 뉴욕 주지사로서 선서하였다.
그의 취임식은 뉴욕주 상원과 뉴욕주 의회의 모든 의원들, 뉴저지주지사 존 코자인, 코네티컷주지사 M. 조디 렐, 매사추세츠주 지사 디벌 패트릭, 뉴욕주 상원들 힐러리 클린턴과 척 슈머, 전 뉴욕주 지사들 조지 퍼타키와 휴 캐리, 뉴욕 시장 마이클 블룸버그와 전 시장들 데이비드 딘킨스와 에드 코치, 버펄로 시장 바이런 브라운, 민주당과 공화당 둘다의 전체 뉴욕주 의회 사절단, 뉴어크 시장 코리 부커와 다른이들 사이에 의하여 참석되었다. 스피처 전 주지사는 출석하지 않았다.
자신의 취임식과 함께 패터슨은 1973년 넬슨 록펠러의 사임에 주지사가 된 부지사 맬컴 윌슨이 주지사가 된 이래 결원의 이유로 뉴욕주에서 지사로 올라간 첫 부지사가 되었다.
패터슨은 뉴욕주의 첫 아프리카계 미국인 주지사였고, 남부 제주의 통합기 시기의 루이지애나주 지사 P.B.S. 핀치백, 버지니아주 주지사 더글러스 와일더와 매사추세츠주 지사 디벌 패트릭에 이어 아무 미국의 주에서 4번째가 되었다. 처음으로 미국에서 2명의 아프리카계 미국인 주지사가 동시에 지냈다. 부지사의 직위는 2010년 기간이 끝날 때까지 공허한 것으로 남았다. 주의 헌법 아래 주의 상원의 임시 회장인 공화당원 딘 스켈로스가 주지사의 직위를 위한 계승의 줄에서 다음이었다.

### 주지사로서 첫날
패터슨은 한해의 가장 바쁜 입법 기간 동안 주지사의 직위로 올라갔다. 주는 4월 1일에 대비하여 그 예산을 통과시키는 법률에 의하여 요구되었다. 그는 4.7 조 달러의 적자를 폐쇄하고, 스피처 행정부로부터 124 조 달러의 예산을 통과시키는 제안을 입법자들과 협상하는 데 2주 만을 가졌다. 그는 자신의 취임 연설에서 그 것이 자신의 최고 우선일 것이라고 진술하였다.
자신의 연설에서 패터슨은 또한 미국에서 향해진 경제적 재난으로 참조를 만들어 그것들을 "공황"으로 부르고, 따라서 예산을 조절하는 데 약속하였다. 1984년 이래 뉴욕주는 한번 시간에 맞춰 겨우 예산을 통과시켰으며 2005년 패터슨을 그의 연설에서 "올버니에서 기능 장애에 종말"을 요구하는 데 이끌어 무소속의 "국가에서 최소한 심의하고 가장 기능 장애"로서 입법에 관련된 뉴욕 대학교의 사법을 위한 브레넌 법률 센터로부터 56 페이지의 전공을 반향하였다.
패터슨은 빠르게 사무소에서 자신의 첫날 입법의 5개의 파편을 서명하였는 데 뉴욕의 통행 주로 안전 기동 부대에 뉴욕주 노동부를 추가하고, 점유된 가문의 박력들로부터 고용인들에게 용기를 잃게 한 법률을 삭제하고, 의원들이 주의 보건부와 연구부로 임명된 방향을 바꾸고, 확실한 상급의 고용 프로그램들에 적격의 학위들을 복구하고, 그리고 뉴욕주에서 몇몇의 지방 개발 주식회사들에게 세금 면제를 승인하는 것이다.
그는 전부의 최고 측관과 주의 행정관들로부터 사임의 편지들을 요구하러 갔다. 전형적인 활동은 스피처 행정부로부터 잔류자들이 대체될 것을 의미하지 않고, 패터슨은 "편지들을 가지는 것은 그에게 만약 자신이 결정한다면 변화들을 이룰 유연성을 준다"고 말하였다.

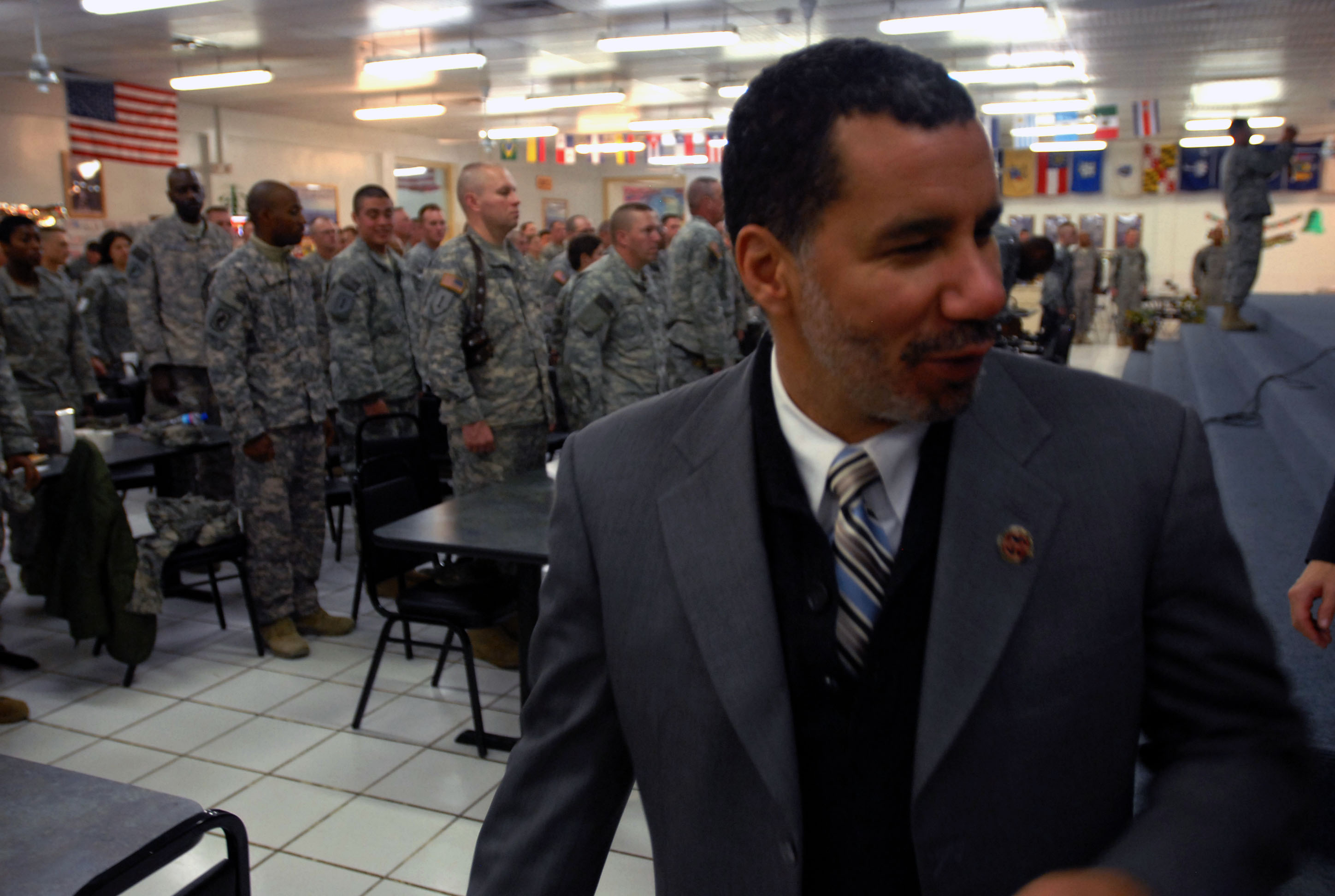
아프가니스탄에서 미군들을 방문한 패터슨 주지사

### 논쟁들

#### 2008년 ~ 09년 행정 예산
패터슨 주지사는 지출을 삭감하는 데 스피처 전 주지사의 레코드 크기의 행정 예산을 교정하였다. 예산 협상들은 지나간 최종 기한을 실행하여 새로운 주지사에게 새로운 입법자들이 자신들의 예산으로 심각한 삭감들을 만드는 데 반항적이었던 비탄으로 일으켰다. 4월 10일 121.7 조 달러의 예산 일괄거래는 뉴욕주 입법부의 상하원 둘다에 의하여 통과되었다. 그의 예산은 지출 삭감들의 1.8 조 달러와 증가된 세금들과 보수들로부터 추가적인 세입에서 1.5 조 달러와 한번 양도 증서들의 1.3 조 달러와 함께 계획된 4.6 조 달러의 부족들을 마감하였고, 연방 준비 은행들의 주의 1.2 조 달러로 들어가 청하거나 혹은 1백만 달러나 그 이상을 버는 이들에 최고 소득세율을 증가시키지 않았다.
패터슨의 예산은 지방자치제들로 원조를 넘겨주면서 재산 세금 구제를 마련하였고, 중류 계급의 집 소유자들을 위한 재산 세금의 환불들에서 수억 달러의 복구와 해안에서 먼 지역의 경제적 개발을 위한 1조 달러를 포함하였다. 지출은 지방 학교 구역들에 1.8 조 달러의 원조 증가와 주와 도시의 공공 대학들에서 건설 프로젝트들을 위한 원조에서 2.5 조 달러의 기록을 포함하였다. 패터슨 주지사는 주의 의원 그렉 볼에 의하여 입안된 경계표의 제안을 완전히 투자하는 데 결정하여 군사 베테랑들을 위한 수업 송금 프로그램을 창조하고, 뉴욕 주립 대학교와 뉴욕 시립 대학교 둘다의 학회들에서 무료 수업을 그들에게 제공하였다.
뉴욕에서 값이 매겨진 혼잡을 규정하는 갈라진 법안에 입법이 결정으로 오지 못했어도 마이클 블룸버그 시장은 예산을 "우리 도시를 위한 좋은 소식"으로 불렀다. 규정된 예산이 제안보다 적은 지출을 포함한 10년의 세월에 처음이었어도 주지사가 상속한 지출 계획이 너무 크고 팽창했기 때문에 패터슨은 5 퍼센트에서 10 퍼센트에 의한 다음 해의 주의 예산을 삭감하는 약속을 하였다. 패터슨의 상승의 우연한 본성이 이 해의 진행에서 자신의 연루를 어떤 단계로 훼방놓았을 것이나 그는 뉴욕타임스에 "나는 우리가 건전한 얘산을 통과시켰다고 알았으나 나는 우리자신이 충분한 공간을 떠났다고 생각하지 않는다."고 말하였다.

#### 동성 결혼 지령
2008년 5월 패터슨 주지사는 뉴욕주의 정부 기관들에게 그들이 고용 이익들의 목적들을 위하여 다른 사법권들로부터 동성 결혼 면허들을 인정하는 데 요청되었다고 알렸다. 주지사의 지령은 뉴욕주의 중간 항소 법원으로부터 결정에 소문나게 기초를 두었다. 주지사의 지령은 지령이 주어진 며칠 후까지 넓게 퍼진 공공적 주위를 받지 않았다. 당시 주지사의 결정은 논쟁의 양쪽에 공공적 반응을 일으켰다. 패터슨 주지사의 지령은 동성 결혼의 성원자들로부터 넓게 퍼진 허가를 받은 동안 그 일은 그 중의 하나가 패터슨 주지사의 첫 주요 대실책으로서 지령에 귀착시킨 전총적 결혼의 주창들로부터, 그리고 보수적인 입법자들로붜 비판과 함께 만나졌다. 당시 상원의 다수 지도자 조지프 브루노와 다른이들은 패터슨 주지사를 그의 범위들에 한도를 넘고, 입법의 권한을 빼앗은 것에 고발하였다. 패터슨 주지사는 보고적으로 동성 결혼을 아름다운 것으로 묘사하였고, 그의 결정이 "그렇게 하는 데 맞은 일"이었다고 강력히 주장하였으며 주지사는 맨해튼에서 열린 2008년 동성애자의 행렬에 자신이 참석할 때 열광적으로 응원을 받았다. 하나의 투표수는 뉴욕 주민들의 다수가 지령을 성원하였다고 보였으나, 다수가 결정이 뉴욕주의 입법에 의하여 만들어져와야 했다는 것을 믿은 것으로 보였다.
6월 3일 소송은 주지사의 지령을 도전하는 동맹 방어 기금에 의하여 채워졌다.
9월 2일 브롱크스의 주립 대법원의 루시 A. 빌링스 판사는 패터슨 주지사가 그자신이 뉴욕주의 외부로부터 동성 결혼을 인정하는 데 주의 정부 기관들을 요구할 때 자신의 권력들 안에서 활동한 결정을 발행하였다. 동맹 방어 기금 소송의 자신의 각하에서 빌링스 판사는 주지사의 명령이 주의 외부로부터 결혼의 인정에 주의 법률들과 일관되었다는 것을 찾아냈다. 항소는 계획되었다.

#### 2008년 뉴욕주 국고 위기
2008년 7월 패터슨은 주의 입법자들과 뉴욕 시민들에게 뉴욕주가 1970년대 이래 최악의 국고 위기를 향하였다고 경고하였다. 7월 29일 화요일 패터슨 주지사는 뉴욕주의 주요 뉴스 방송망의 전부에 방송된 드문 방영된 연설을 하여 그의 원래 예산 복종 이래 90일에 주의 예산 부족이 1.4 조 달러로 올라갔다는 것을 진술하였고, 부족한 경제와 분투하는 월스트리트의 이유로 올라가는 비용들을 인용하였으며 올버니로 돌아가 주의 입법부에 8월 19일에 시작된 긴급 회의를 요청하였다. 그는 또한 예산 부족이 2011년으로 봐서 22 퍼센트 이상으로 올라간 것으로 경고하였고, 위기와 다루는 데 8월 19일 특별 입법 회의를 요구하였다. 9월 16일 아메리칸 인터내셔널 그룹이 붕괴할 지경에 놓이고, 리먼브라더스가 파산을 제기한 여파에서 패터슨은 공공적으로 정부의 보험 거인의 비상 구제를 위하여 압력을 가하였다. 그는 일찍이 유선 텔레비전 방송망을 치고, 세계 주위의 대중매체에 의하여 인용되었다. 이전의 날에 패터슨은 그 자회사들로부터 예비금을 뽑는 데 아메리칸 인터내셔널 그룹을 허용하는 데 규제들을 느슨하게 하였다.

## 역대 선거 결과
| 선거명        | 직책명                 | 대수  | 정당   | 득표율 | 득표수      | 결과 | 당락             |
| ------------- | ---------------------- | ----- | ------ | ------ | ----------- | ---- | ---------------- |
| 1985년 재선거 | 상원의원 (뉴욕 제29부) | 186대 | 민주당 | 70.08% | 24,328표    | 1위  | 뉴욕 주의원 당선 |
| 1986년 선거   | 상원의원 (뉴욕 제29부) | 187대 | 민주당 | 78.17% | 35,332표    | 1위  | 뉴욕 주의원 당선 |
| 1988년 선거   | 상원의원 (뉴욕 제29부) | 188대 | 민주당 | 90.36% | 70,606표    | 1위  | 뉴욕 주의원 당선 |
| 1988년 선거   | 상원의원 (뉴욕 제29부) | 189대 | 민주당 | 88.45% | 37,658표    | 1위  | 뉴욕 주의원 당선 |
| 1992년 선거   | 상원의원 (뉴욕 제29부) | 190대 | 민주당 | 93.57% | 57,949표    | 1위  | 뉴욕 주의원 당선 |
| 1994년 선거   | 상원의원 (뉴욕 제29부) | 191대 | 민주당 | 94.64% | 44,529표    | 1위  | 뉴욕 주의원 당선 |
| 1996년 선거   | 상원의원 (뉴욕 제29부) | 192대 | 민주당 | 98.06% | 63,510표    | 1위  | 뉴욕 주의원 당선 |
| 1998년 선거   | 상원의원 (뉴욕 제29부) | 193대 | 민주당 | 96.48% | 52,344표    | 1위  | 뉴욕 주의원 당선 |
| 2000년 선거   | 상원의원 (뉴욕 제29부) | 194대 | 민주당 | 95.99% | 77,853표    | 1위  | 뉴욕 주의원 당선 |
| 2002년 선거   | 상원의원 (뉴욕 제30부) | 195대 | 민주당 | 92.49% | 47,852표    | 1위  | 뉴욕 주의원 당선 |
| 2004년 선거   | 상원의원 (뉴욕 제30부) | 196대 | 민주당 | 93.33% | 83,227표    | 1위  | 뉴욕 주의원 당선 |
| 2006년 선거   | 뉴욕 부지사            | 60대  | 민주당 | 69.56% | 3,086,709표 | 1위  | 뉴욕 부지사 당선 |